# José Agostinho de Macedo
José Agostinho de Macedo (Beja, 11 de Setembro de 1761 – Lisboa, 2 de Outubro de 1831) foi um padre e escritor português, e importante crítico do liberalismo em seu tempo.

## Carreira

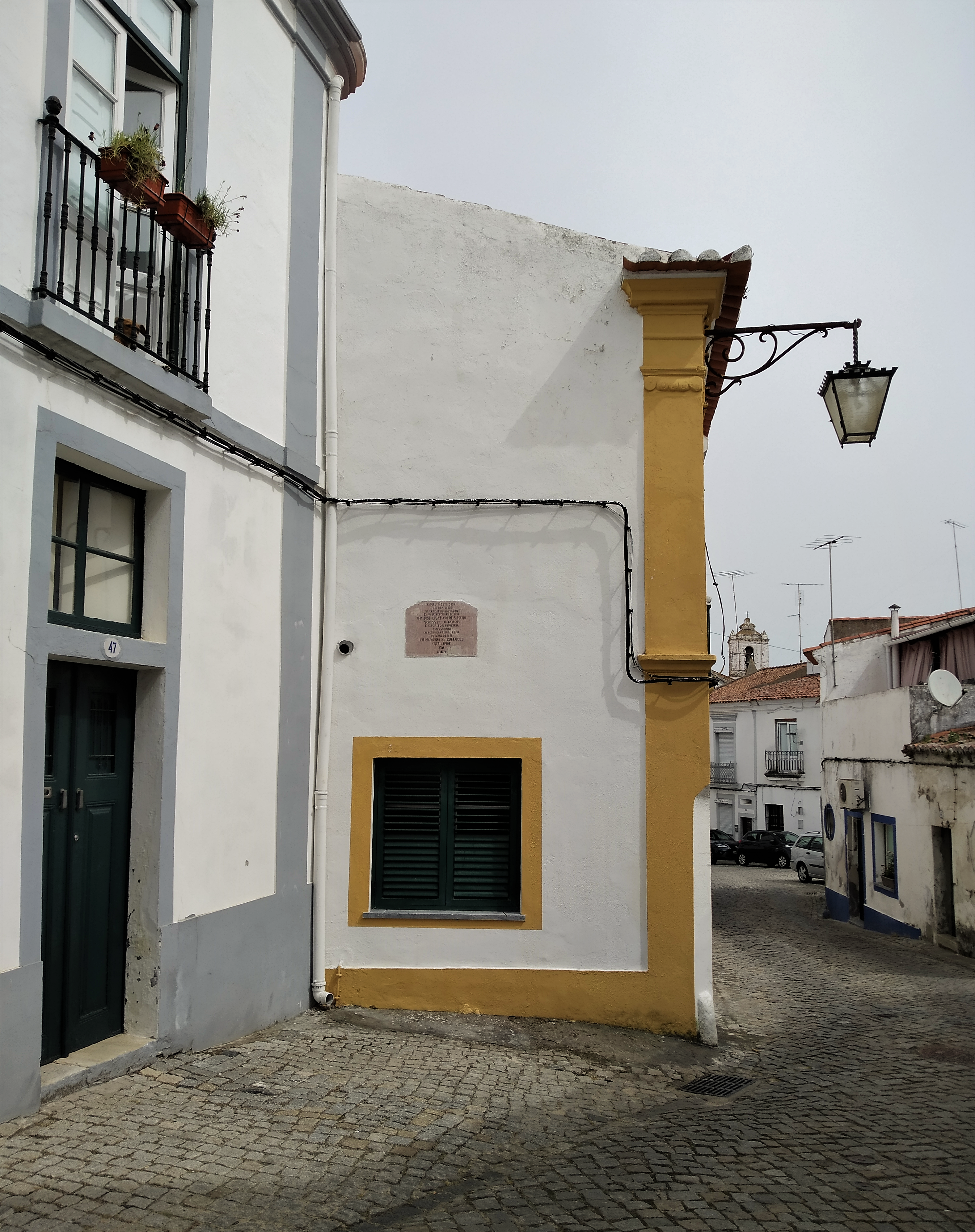
Casa onde nasceu José Agostinho de Macedo, na Rua Dr. Manuel d'Arriaga (antiga Rua da Capelinha), em Beja

Iniciou a sua carreira como frade da Ordem dos Gracianos (1778), de onde foi expulso (1792), e terminou-a como “mercenário da palavra”, um autêntico líder de opinião ao serviço da Igreja.
Foi um escritor de estilo polémico e agressivo. Contra a maçonaria escreveu o livro Morais dos pedreiros livres e iluminados (1816). Era adepto fervoroso do miguelismo. Foi diretor do jornal A tripa virada (1823).
Tentou suplantar Os Lusíadas de Luís de Camões, que criticou duramente na sua Censura das Lusíadas, com o seu próprio poema épico: O Oriente, publicado em 1814 (corrigido e aumentado em edições posteriores); considerava que esta sua Epopeia "vale mais que Os Lusíadas," e que era "a menos defeituosa possível".
Teve algumas queixas na Inquisição. Numa foi denunciado por alegadamente ter dito a uma mulher (que se encontrava "triste e pensativa" com "medo da morte e contas que devia dar a Deus") que "não havia Inferno", que "a gente em morrendo era como os animais que não tinham nada que sentir", e que "com a morte acabava o espírito"; a testemunha alega ainda que José Agostinho de Macedo "ameaçou matá-la, se tal denúncia fizesse".

## Críticas a Camões
Já em criança José Agostinho causava indignação aos professores pelas suas respostas desafiantes, e críticas a Camões; um dia, durante uma leitura do poeta, foi castigado pelo seu mestre por afirmar: "Camões não presta!"
Eis uma selecção das suas críticas a Camões, e contra Os Lusíadas em particular:
- "Nenhum poeta interpretou mais amplamente as leis da liberdade poética."

- "A primeira palavra que lhe lembra para fechar um verso ou para rimar um verso, é logo empregada sem escolha venha ou não venha para ali."

- "Escreve à toa, diz o que lhe lembra e onde lhe lembra."

- "Faz o que quer e não lhe importam as regras da boa razão."

- "O Poema dos Lusíadas parece escrito à toa, não se correspondem entre si as partes, os caracteres, as situações."

- "Parece um problema irresolvível o motivo porque se tem lido e traduzido este poema."

- "O seu maquinismo é absurdo e perfeitamente monstruoso."

- "Há nele uma certa disposição para insultar os monarcas portugueses."

- "As Divinas Lusíadas são muito injuriosas aos reis e às rainhas de Portugal."

- "O que mais custa a encontrar é o estilo poético, neste tão celebrado poema."

- "São impróprios, deslocados e impertinentes os sermões com que vai entressachado o poema."

- "As incorrecções são tão frequentes, que parece que o poeta não só não impusera a última, mas nem a primeira lima ao seu poema."

- "Tem versos errados e aleijados e disparatados."

- "Cansa o entendimento em notar tantas impropriedades."

- "Tiradas do poema as oitavas inúteis, ficava reduzido a cousa nenhuma."

Nuno Álvares Pereira Pato Moniz responde a estas e outras críticas (apelidadas por José Feliciano de Castilho Barreto e Noronha de "injustíssimas"), em numerosas obras. Mesmo o inglês Richard Francis Burton, no seu comentário aos Lusíadas, frequentemente refuta Macedo, concluindo que o padre é um "falso poeta" que "mostra a sua total ignorância ao lado do conhecimento de Camões".

## Avaliação
Foi este o juízo de José Maria da Costa e Silva sobre ele: "Desta rápida resenha da vida e obras de José Agostinho, resulta como consequência necessária que ele foi mau cidadão, mau amigo, péssimo religioso, literato superficial e orgulhoso, crítico injusto e sem consciência, orador medíocre, e poeta de segunda ordem."
Juízo de Inocêncio Francisco da Silva: "Homem de inegável talento, e de vasta erudição, escritor fecundíssimo, como bem se deixa ver de tantas e tão variadas produções, seria talvez mais querido dos contemporâneos, e a sua memória melhor apreciada da posteridade, se o temperamento atrabiliário que nele predominava, um amor próprio excessivo, ainda que justificável até certo ponto pela reconhecida inferioridade dos seus competidores, e mais que tudo os ódios suscitados pelas querelas políticas, em que tomou com a pena tão activa parte nos seus últimos anos, lhe não alienassem as simpatias de muitos, impossibilitando-os de assentarem a seu respeito um juízo recto e imparcial."

## Obras
“Cantas, ó génio, como os deuses falam!”

— Manuel Maria Barbosa du Bocage, num soneto de homenagem a José Agostinho de Macedo.
O Catálogo das obras de José Agostinho não é possível ser publicado completo, já que o autor "foi quantitativamente o mais prolífico dos escritores portugueses do tempo: a sua bibliografia é interminável".

### Ensaios/Crítica
- Cartas Filosóficas a Attico (1815)
- Refutação dos Principios Metafísicos e Morais dos pedreiros livres e iluminados (1816)
- Os Frades, ou reflexões filosoficas sobre as corporações regulares (1830)
- O Homem, ou os Limites da Razão; Tentativa filosófica
- A Verdade, ou Pensamentos filosóficos

### Poesia
- A Natureza (1806)
- Gama, poema narrativo (1811)
- Meditações, Poema Filosófico
- O Argonauta, poemeto
- O Novo Argonauta (1809)
- Newton, poema filosofico (1813)(eBook)
- Branca de Rossi. Tragédia
- A Meditação, Poema filosofico em quatro cantos (1813)
- O Oriente, poema épico (1814)

### Odes
- Ode a Lord Wellington
- 1.ª Ode a Sua Magestade Imperial Alexandre I, o Triunfador (1813)
- 2.ª Ode a Sua Magestade Imperial Alexandre I, o Triunfador (1813)
- Ode ao Príncipe Kutusow pela Batalha de Borodino (1813)
- Ode à Ambição de Bonaparte
- Ode ao General Kutusow

### Epístolas
- Epístola a Lord Wellington
- Epístola às Nações Aliadas na Passagem do Reno
- Epístola de Manoel Mendes Fogaça (eBook)
- Epístola em resposta a outra de Maio e Lima

### Outros
- Besta Esfolada
- D. Luiz d'Ataide, ou, A tomada de Dabul: drama heroico. Lisboa, Imprensa Nacional, 1823.[14]
- Os Sebastianistas
- O Segredo Revelado, ou, manifestação do systema dos Pedreiros livres, e illuminados, e sua influencia na fatal revolução franceza (1809)[15][16]
- Justa defesa do livro intitulado "Os Sebastianistas"
- Inventário de Sandices
- Exame examinado, Resposta a Rocha e Pato
- Mais Lógica
- O Voto, elogio dramatico
- O Couto, Resposta ao Folheto "Regras da Oratória da Cadeira"
- Sermão contra o filosofismo do século XIX (1811) (eBook)
- Sermão de Acção de Gaças, prégado em S. Paulo em occasião da Paz Geral de 1801
- Sermão das Dores de N. Senhora, prégado de tarde na Real Capella dos Paços de Queluz, na Festividade que mandava fazer a Sereníssima Senhora Princesa do Brazil, Viuva, no ano de 1803
- Sermão de Acção de Graças pela Restauração, prégado na Igreja de N. S. dos Martyres
- Sermão sobre a Seita dominante no Século XIX
- Sermão de Preces, prégado na Igreja de N. S. dos Martyres
- Sermão de Quarta feira de Cinzas, prégado na Santa igreja da Misericóridia de Lisboa a 3 de março de 1813
- Sermão de Acção de Graças pela Paz Geral, prégado em S. julião
- Sermão sobre a verdade da Religião Catholica prégado na Igreja de N. S. dos Martyres 1817
- Sermão na Festividade da Istituição da Real ordem de Santa Izabel, celbrada na Igreja de S. Roque, 1819
- Sermão da magdalena, prégado na igreja da mesma Santa. 1820
- Exorcismos, contra periódicos, e outros malefícios [17]. (1821)
- Tripa por uma vez[18] (1823). Obra de cariz anti-liberal. No capítulo 7º, declara-se descendente de "um Braz, ou Ferrabraz de Macedo, que nabatalha de AIjubarrota pegou do braço a um castelhano que ia descarregando uma grande lambada com uma maça de ferro em cima da cabeça de El-Rei D. João I".
- Oração fúnebre recitada nas Exéquias do Barão de Quintella. 1818
- Panegyrico de S. Francisco Xavier, recitado na Real Capella dos Paços de Qualuz a 3 de Dezembro de 1804, estando presente S. A. R. o Príncie Regente N. S., que por seu voto particular mandou festejar o mesmo Santo
- Demonstração da Existência de Deus
- A Verdade, ou Pensamentos filosóficos
- A Análise Analisada, resposta a A. M. do Couto (1815)
- Branca de Rossis: tragédia (1819)
- Collecção de varios, e interessantes escriptos do P. José Agostinho de Macedo (1838, obra póstuma)